# Digitalist Group
Digitalist Group är ett finländskt aktiebolag och programvaruföretag som är börsnoterat på Helsingforsbörsen. Företagets huvudkontor ligger i Helsingfors. Omsättningen var år 2016 15,3 miljoner euro och antalet anställda ca 180.
Ixonos grundades 1994. Innan 2007 hette företaget Tieto-X.
Digitalist Group har verksamhet i Finland, Storbritannien, Kanada, Singapore, Sverige och USA.